# 黃明 (弘治進士)
黃明（1462年—1521年），字天章，號西坡，直隸松江華亭縣人，民籍，明朝政治人物。

## 生平
弘治五年（1492年）壬子科應天府鄉試第一百九名舉人。弘治六年（1493年）聯捷癸丑科會試第二百十六名，二甲第六十三名進士。初授南京刑部主事，晋员外郎，轉兵部车驾司郎中，出为汀州府知府，正德六年（1511年）八月升雲南按察司副使。正德十六年（1521年）九月去世，享年六十。

## 家族
曾祖黃信；祖父黃雍，號菊潭，遇例冠帶；父黃奎，贈郎中；母陳氏，封太宜人。重庆下。三子：黄籍、黄筹、黄策。